# روما میو
روما مَیو (فرانسوی: Romain Mahieu‎؛ زادهٔ ۱۷ فوریهٔ ۱۹۹۵) دوچرخه‌سوار بی‌ام‌اکس اهل فرانسه است.